# 東広島市立河内小学校
東広島市立河内小学校（ひがしひろしましりつ こうちしょうがっこう）は、広島県東広島市河内町中河内にある市立小学校。

## 概要・特色
東広島市の東部にある。校区には沼田川と入野川、椋梨川が流れており、周囲には緑豊かな田園風景が広がっている。
数年前から童謡の学習や周囲の豊かな自然を利用した学習も行われている。
運動場は一面芝生で覆われている。

## 沿革
- 1876年6月 - 中河内小学校として開校。
- 1886年4月 - 中河内簡易小学校と改称。
- 1891年4月 - 河内尋常小学校と改称。
- 1912年4月 - 河内尋常高等小学校と改称。
- 1931年6月 - 校旗制定。
- 1941年4月 - 河内国民学校と改称。
- 1947年4月 - 河内町立河内小学校と改称。
- 1953年4月 - 河内町立河内東小学校改称。
- 1955年4月 - 町村合併により河内町立河内小学校と改称。
- 2005年2月 - 町合併により東広島市立河内小学校と改称。

## 学校行事
- 4月 - 入学式、遠足
- 5月 - 運動会全学年赤白に分かれ対決する。河内地区の体育祭とともに行われる。
- 3月 - 卒業式

## 通学区域
- 東広島市
  - 河内町上河内
  - 河内町中河内
  - 河内町下河内

## 進学先中学校
- 東広島市立河内中学校

## 交通
- JR山陽本線 河内駅より徒歩10分

## 周辺
- 東広島市役所河内支所
- 竹林寺
- 深山峡